# Asepsie

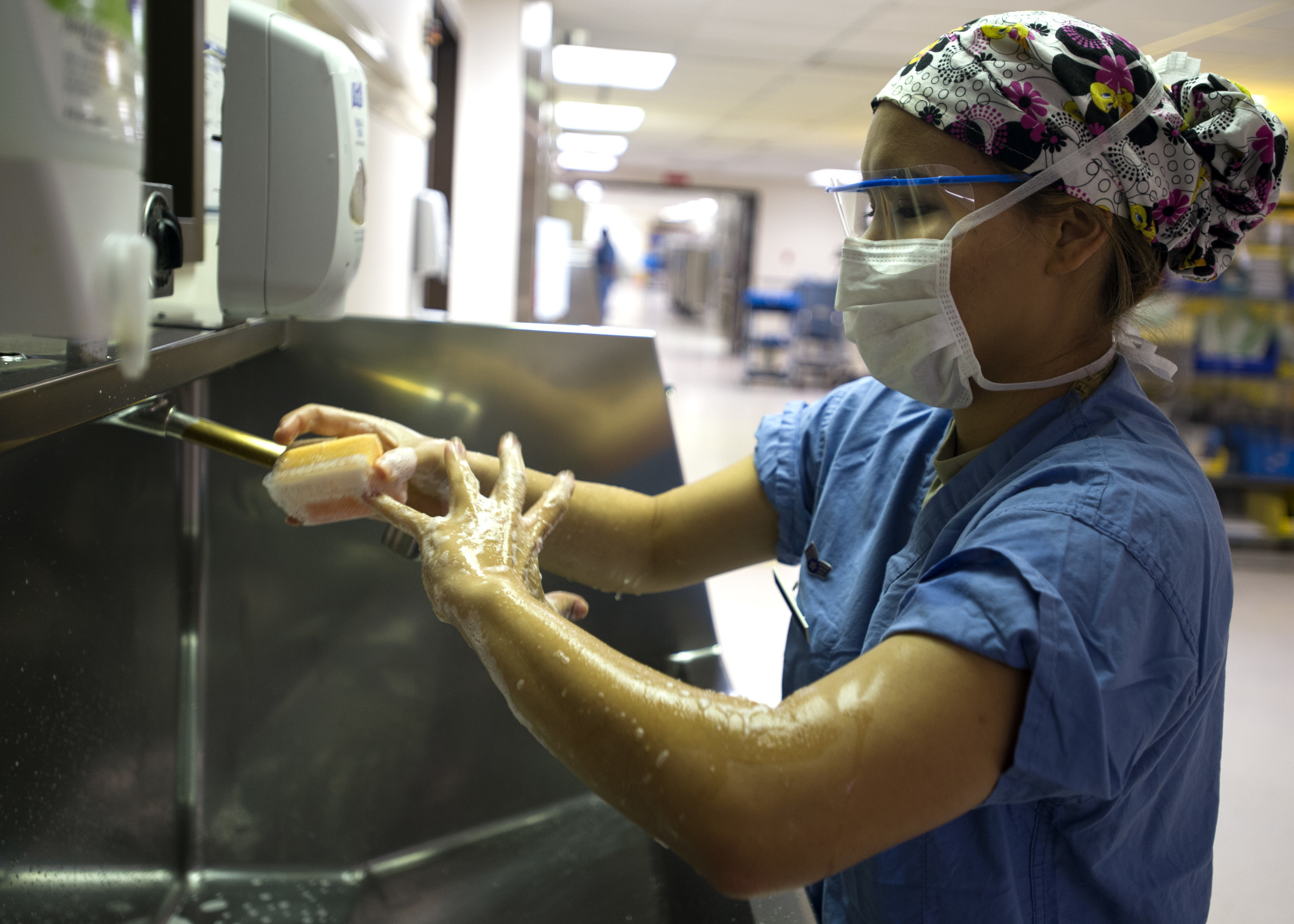
A day in the life of an OR technician

 (juillet 2013).
Si vous disposez d'ouvrages ou d'articles de référence ou si vous connaissez des sites web de qualité traitant du thème abordé ici, merci de compléter l'article en donnant les références utiles à sa vérifiabilité et en les liant à la section « Notes et références ».
L'asepsie consiste à empêcher la contamination d'une zone ou d'une surface par des micro-organismes étrangers  (bactéries, parasites, etc.). Ce concept émerge de la théorie de Louis Pasteur selon laquelle les micro-organismes existent dans l'environnement, les poussières, l'air, le sol, pouvant entraîner des maladies infectieuses lorsqu'ils contaminent le corps humain. Cette méthode a été inventée par Louis Pasteur.
C'est grâce aux travaux de Louis Pasteur qu'émergent les notions de stérilité et d'asepsie, véritable révolution au niveau de la chirurgie.
L'asepsie est le résultat de la naissance de l'idée que chaque personne porteuse d'un germe pathogène est capable de le transmettre à une autre personne.
Pour prouver cela, Pasteur a fabriqué un ballon à col de cygne, c'est-à-dire un ballon ouvert dont le col est recourbé, au fond duquel se trouve un milieu de culture. L'air parvenant sur le milieu de culture est plus pur que l'air ambiant, car les germes se déposent sur le verre à l'entrée du col de cygne. Le milieu de culture au fond du ballon ne sera ainsi jamais contaminé. Il a baladé ces ballons un peu partout dans le monde et a prouvé que l'air était plus ou moins pur à certains endroits. Il a prouvé par la même occasion que l'atmosphère peut être plus ou moins contaminée ou pure en fonction de l'altitude et de la pollution.
Il s'agit d'une méthode préventive qui correspond à l’ensemble des mesures propres à empêcher tout apport exogène de micro-organismes.
Par exemple, ce peut être la stérilisation du matériel introduit dans un site opératoire visant l'absence de contamination microbiologique.
Elle a notamment été prônée et pratiquée avec succès dès 1862 par Eugène Koeberlé, avant même l'époque de l'antisepsie de Joseph Lister.
Plus antérieur encore, Ignace Philippe Semmelweis, médecin obstétricien hongrois, œuvra pour l'hygiène des mains. En mai 1847, il prescrit l'emploi d'une solution d'hypochlorite de calcium pour le lavage des mains entre le travail d'autopsie et l'accouchement ; le taux de mortalité chute de 12 % à 2,4 %.
Contrairement à l'antisepsie, elle peut préserver la flore endémique. Aujourd'hui, les médecins l'utilisent aussi avant d'entrer en contact avec un patient, afin de ne pas être contaminé par une potentielle maladie et pour des raisons d'hygiène.